# Província de Maputo
Maputo és una província de Moçambic, situada a l'extrem sud del país, de la qual la ciutat de Maputo no forma part, ja que en fou segregada el 1980 per formar la província de la ciutat de Maputo (ciutat amb rang provincial). La seva superfície és de 26.058 km² i la població el 2006 d'1.072.086 (806.179 habitants el 2001). La capital de la província es Matola uns 10 km a l'oest de Maputo. Limita al nord amb la província de Gaza, a l'est amb l'oceà Índic, al sud amb la província sud-africana de KwaZulu-Natal, i a l'est amb Swazilàndia i la província sud-africana de Mpumalanga.

## Demografia
| 1980    | 1997    | 2007      |
| 500.892 | 806.179 | 1.205.709 |

## Divisió administrativa
Està dividida en set districtes:
- Districte de Boane
- Districte de Magude
- Districte de Manhiça
- Districte de Marracuene
- Districte de Moamba
- Districte de Namaacha
- Districte de Matutuíne

I quatre municipalitats:
- Boane
- Manhiça
- Matola
- Namaacha

## Història
El territori de la província fou habitat antigament pels khoisan, més coneguts com a hotentots o bosquimans. Vers el segle xiv van arribar a la regió un poble bantu, el poble ronga (poble del sol naixent) inici dels fluxos migratoris que van seguir durant segles.
Els primers europeus que van estar a la badia a la que es troba Maputo i, per tant, a les costes provincials, foren probablement els homes de la nau dirigida per Luís Fernandes, company de Vasco de Gama, abans del 1502. La badia apareix anomenada ja al planisferi de Cantino del mateix 1502 amb el nom de Baía da Lagoa; fou explorada per un comerciant portuguès de nom Lourenço Marques, el 1544. Els portuguesos no es van establir a la província i únicament van tenir un establiment comercial a l'Ilha dos Elefantes, a l'entrada de la badia Delagoa.
El març de 1721, la Companyia Holandesa de les Índies Orientals, que havia fundat la colònia del Cap de Bona Esperança hi va construir unes fortalesa anomenada Fort Lijdzaamheid (Lydsaamheid), que van conservar fins al 27 de desembre de 1730 quan fou evacuada, excepte una breu ocupació del pirata anglès Taylor de l'abril del 1722 al 28 d'agost del mateix any. Els caps de la fortalesa (Opperhoofden) foren: 
- Willem van Taak, març a maig de 1721
- Casparus Swertner, maig de 1721 a abril de 1722
- Taylor, abril a 28 d'agost de 1722
- Jean Michel 29 d'agost de 1722 al maig de 1724
- Jan van de Capelle, juny de 1724 al 1726
- Jan de Koning, 1726 al 8 de gener de 1727
- Jan van de Capelle (segona vegada) 8 de gener de 1727 a 27 de desembre de 1730

El 1782 els portuguesos van enviar una força des de Ilha de Moçambique i hi van fundar un presidi, governat per Joaquim de Araújo, que vigilava els regnes africans veïns de Mpfumo, Matsolo i Tembe entre d'altres. Avui dia el presidi és conegut com a Fortalesa de Maputo, i ha estat restaurat. Aquest presidi fou destruït pels francesos el 1796 i reconstruït el 1799. El 1823 el capità (després contraalmirall) William F. W. Owen, de la marina britànica, comprovant que els portuguesos no hi exercien jurisdicció, va signar tractats amb els caps indígenes locals al sud del que després seria Maputo (ciutat) on els portuguesos conservaven el presidi i alguns petits llocs de comerç. Owen va hissar la Unió Jack i va declarar possessió britànica el territori al sud de l'anomenat riu dels Anglesos (Estuário do Espírito Santo); però quan hi va tornar al cap d'un any va trobar que els nadius havien signat altres tractats amb els portuguesos els quals havien pres possessió militar de la zona. Owen va tornar a hissar la bandera britànica, però la qüestió de la sobirania va quedar en disputa. La primera ocupació civil portuguesa no es va produir fins al 1826 quan hi van arribar alguns colons.

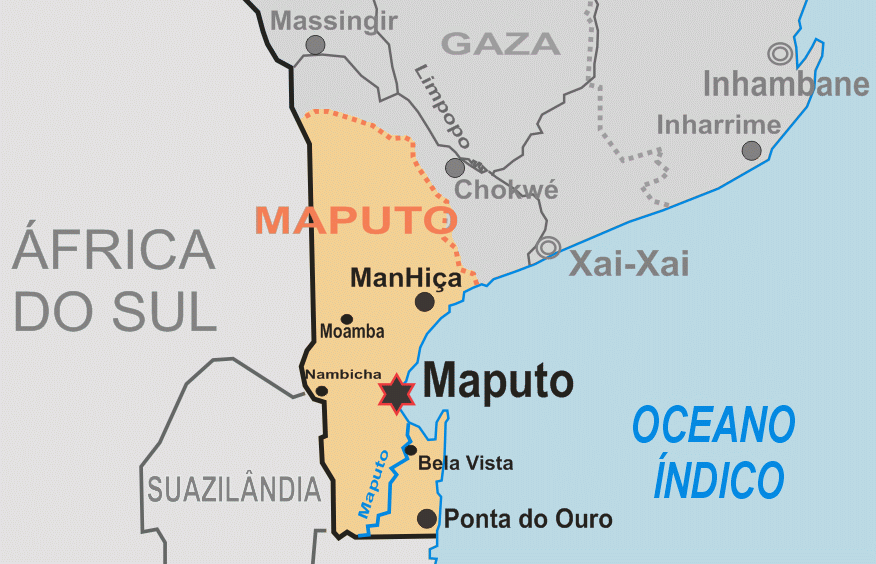
Mapa de la província

El 1835 el bòer Origh va intentar establir una colònia a la badia Delagoa, però no va reeixir. El 1861 el capità Bickford va declarar les illes Inhaca i Elefant (o dels Elefants) com a possessió britànica; Portugal va protestar i la situació va tornar a l'statu quo precedent. Quan la República de Transvaal va reclamar (1868) el territori amb Santa Lucia Bay (on volien un accés per mar, vegeu Badia Delagoa) la qüestió dels límits es va fer urgent. Després de 1824 Gran Bretanya no havia fet cap pas per exercir jurisdicció efectiva i d'altra banda els zulus havien confinat als portuguesos en els seus fortins. El 1869 Transvaal i Portugal van signar un tractat fronterer pel qual els bòers renunciaven a la badia Delagoa.
El 1872 Gran Bretanya i Portugal van sotmetre els seus límits de sobirania a l'arbitratge d'Adolf Thiers, president de França; el seu successor, el mariscal Patrice MacMahon va donar la seva decisió el 19 d'abril de 1875, que fou favorable a Portugal. Els portuguesos encara van tardar uns anys a establir la seva autoritat a les terres de l'interior on les terres al sud del riu Manhissa els havien estat teòricament cedides per cap matshangana Umzila el 1861. Lourenço Marques, avui Maputo, fou fundada el 1875, designada vila el 1876 i elevada a ciutat el 10 de novembre de 1887. El districte de Lourenço Marques es va formar el 1877 amb capital a la vila del mateix nom. El districte va emetre segells de correus fins a 1918. El 1998 la ciutat fou declarada capital de la colònia de Moçambic en substitució d'Ilha de Moçambique. El 18 de gener de 1975 el districte de Lourenço Marques fou elevat a província, efectiva amb la independència el 25 de juny de 1975. Des del 1975 la ciutat va agafar popularment el nom de Maputo que el Frelimo donava a la frontera sud derivat d'un cap local que va resistir la colonització (anomenat Maputa); el canvi oficial es va produir el 3 de febrer del 1976. També foren canviats al mateix temps els nom de la província, i el de badia, i els noms de cinc capitals provincials. El 1980 la ciutat de Maputo fou separada de la província, i va adquirir per a si mateixa el rang de província.

## Governadors
La província és dirigida per un governador provincial nomenat pel President de la República.
- (2000-2005) Alfredo Namitete[3][4]
- (2005-2010) Telmina Pereira[3][5]
- (2010-2015) Maria Elias Jonas[5]
- (2015-) Raimundo Maico Diamba[6]